# Ondine (Ballett)

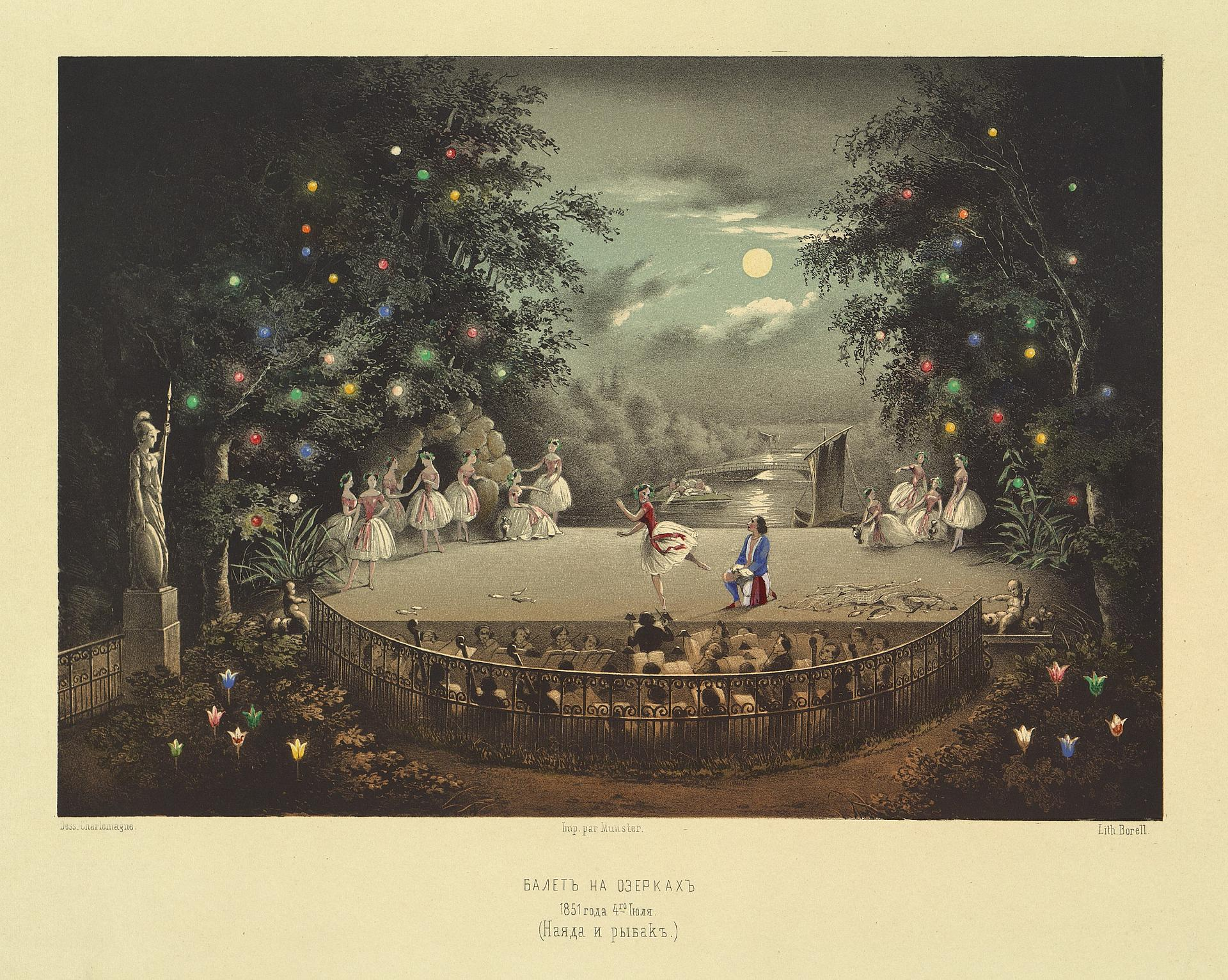
Aufführung von Ondine, ou La naïade et le pêcheur mit Carlotta Grisi im Park von Schloss Peterhof, 1851

Ondine, ou La naïade et le pêcheur (Undine oder Die Najade und der Fischer) ist ein Ballett von Cesare Pugni und Jules Perrot, das seine Uraufführung am 22. Juni 1843 in London im Her Majesty’s Theatre erlebte, mit Fanny Cerrito und Jules Perrot in den beiden Hauptrollen.
Das Ballett wurde für spätere Aufführungen in Russland erweitert und von Marius Petipa revidiert. Dafür komponierten Ludwig Minkus und Riccardo Drigo zusätzliche Musik.
Die Handlung von einer Wassernymphe, die sich in einen Menschen-Mann verliebt, der bereits eine Verlobte hat, ist bis zu einem gewissen Grade inspiriert von Friedrich de la Motte Fouqués Märchen Undine (1811), und hat auch inhaltliche Ähnlichkeiten mit Hans Christian Andersens Die kleine Meerjungfrau (1837).

## Personen
- Ondine, eine Meeres-Najade

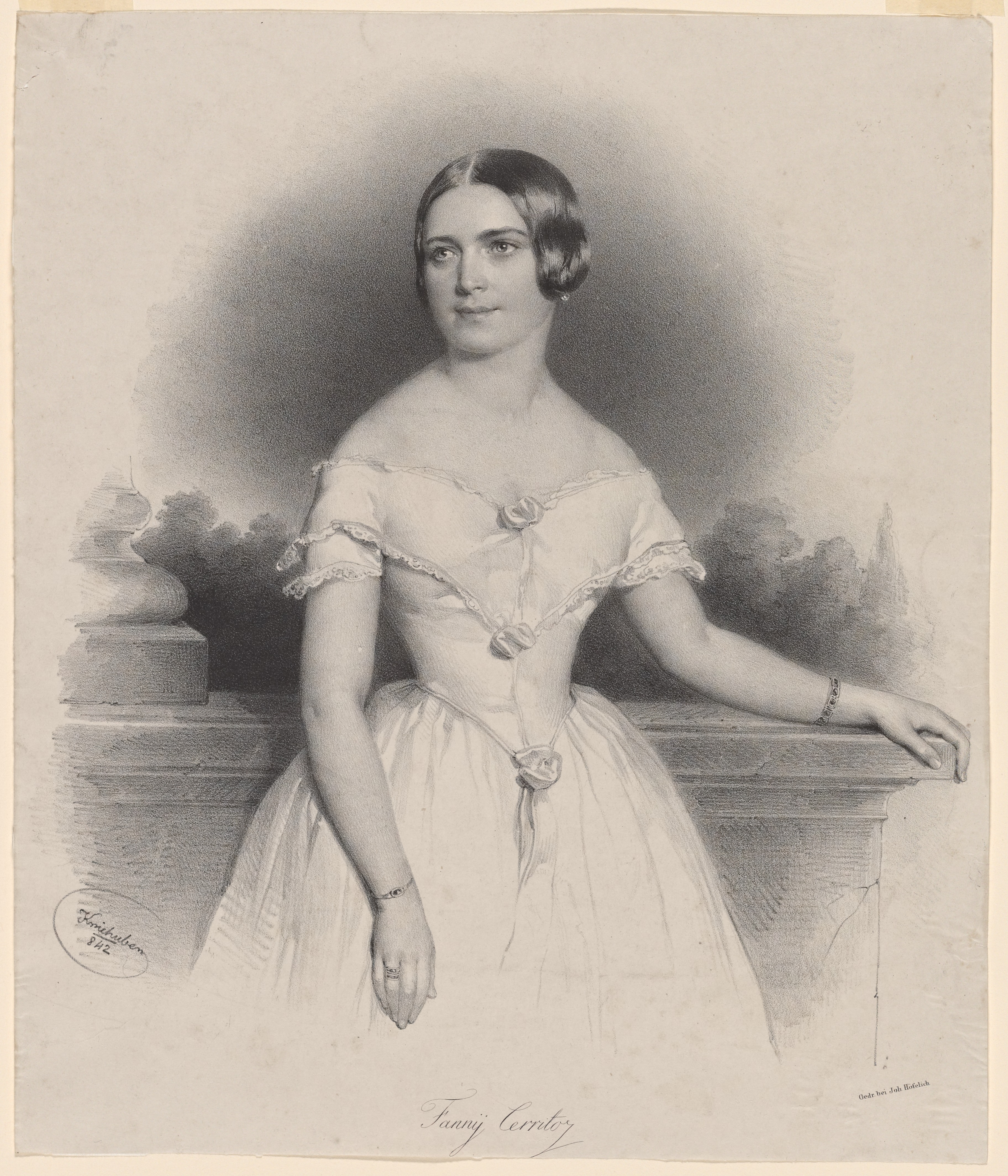
Fanny Cerrito, die erste Ondine, um 1843

- Matteo, ein junger sizilianischer Fischer
- Giannina, seine Verlobte
- Hydrola, Königin des Meeres

## Inhalt
Die Inhaltsangabe folgt dem Musikwissenschaftler Robert Ignatius Letellier.

### Szene 1
In einem Küstenort in Sizilien bereiten sich die Fischer, darunter Matteo mit seiner Verlobten Giannina, auf das Fest der Madonna vor. Matteo bleibt zurück und findet in seinen Netzen die Najade Ondine, die ihm ihre Liebe gesteht. Matteo weist sie zunächst ab, ist aber irritiert und fühlt sich zu ihr hingezogen. Ondine steigt auf einen Felsen, von dem sie ins Wasser springt und bedeutet Matteo, ihr zu folgen. Einige Bauern kommen rechtzeitig, um ihn daran zu hindern.

### Szene 2
In seiner Hütte erzählt Matteo Giannina von seiner merkwürdigen Begegnung. Da öffnet sich durch einen Windstoß das Fenster und Ondine kommt herein, ist jedoch nur für Matteo sichtbar. Die Najade stört Giannina beim Spinnen, hüpft dann zum Fenster, deutet zum Meer und lädt Matteo ein, mit ihr zu kommen. Dann beschließt sie, ihm ihre Welt im Traum zu zeigen.

### Szene 3
In einer unterirdischen Höhle tanzt Ondine mit anderen Nymphen einen Pas de six. Hydrola, die Königin des Meeres, warnt Ondine davor, sich mit einem Sterblichen einzulassen, aber diese pflückt eine Rose und ist bereit ihre Unsterblichkeit aufzugeben, wenn sie dadurch den schlafenden Matteo gewinnen kann.

### Szene 4

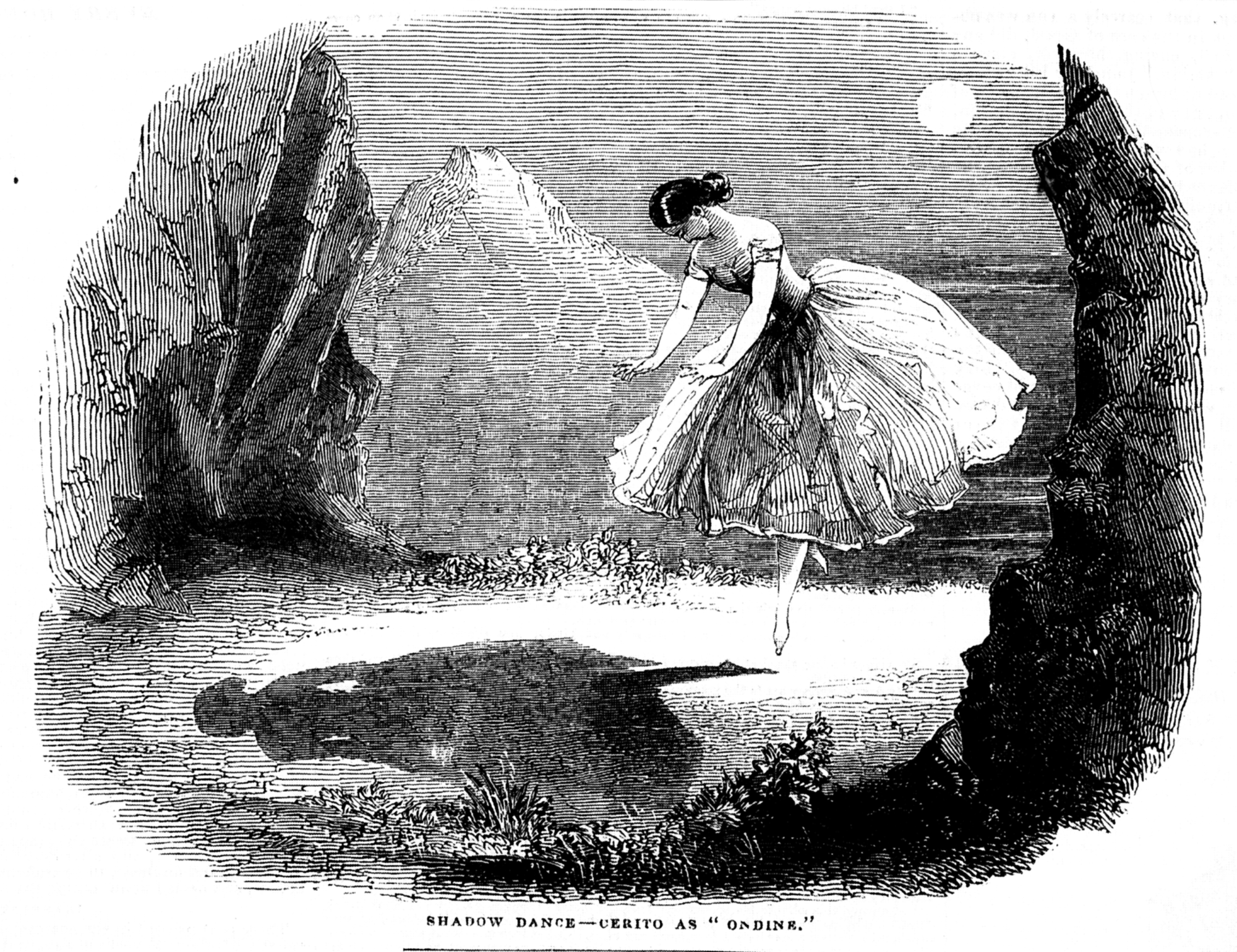
Fanny Cerrito im „Pas de l’ombre“ in Ondine, 1843 (aus: Illustrated London News)

Am Heiligtum der Madonna tanzen die Menschen eine Tarantella. Als die Glocke zur Vesper erklingt, knien alle nieder und beten. Ondine steigt aus einem Brunnen und wendet sich an Matteo, der ihr durch die Menschenmenge folgt. Giannina bringt ihn wieder zu Sinnen und er geht, um sein Boot zu holen. Ondine lockt Giannina ins Wasser und nimmt ihre Gestalt an. Da sie nun sterblich ist, sieht Ondine zum ersten Mal ihren eigenen Schatten im Mondlicht, weiß anfangs nicht, was das ist, und tanzt dann fröhlich mit ihrem Schatten (Pas de l’ombre). Danach steigt sie mit Matteo in sein Boot und sie rudern davon, während Giannina von Najaden zu Hydrolas Palast gebracht wird.

### Szene 5
Ondine schläft in Gianninas Bett. Entgegen den Warnungen von Hydrola, und obwohl sie ganz schwach und ausgelaugt ist, will sie weiterhin eine sterbliche Menschen-Frau bleiben. Matteo und seine Mutter kommen, und er tanzt mit Ondine den Pas de la rose flétrie, bei der Ondine ständig gegen ihre eigene Schwäche ankämpfen muss, zur Besorgnis ihres Geliebten.

### Szene 6
Während der Hochzeitsprozession ist Ondine so schwach, dass sie sich kaum auf den Beinen halten kann. Hydrola und die Najaden versuchen ein letztes Mal Ondine zu retten: Die Königin hat Giannina zum Leben erweckt und führt sie zu Matteo, der überglücklich ist, sie wiederzusehen. Ondine verwandelt sich wieder in eine Najade und kehrt zurück in ihr Zuhause im Meer.
(In der Version von 1851 geht Ondine ins Meer und Matteo folgt ihr. Giannina dagegen bleibt allein vor dem Wasser zurück.)

## Aufführungsgeschichte

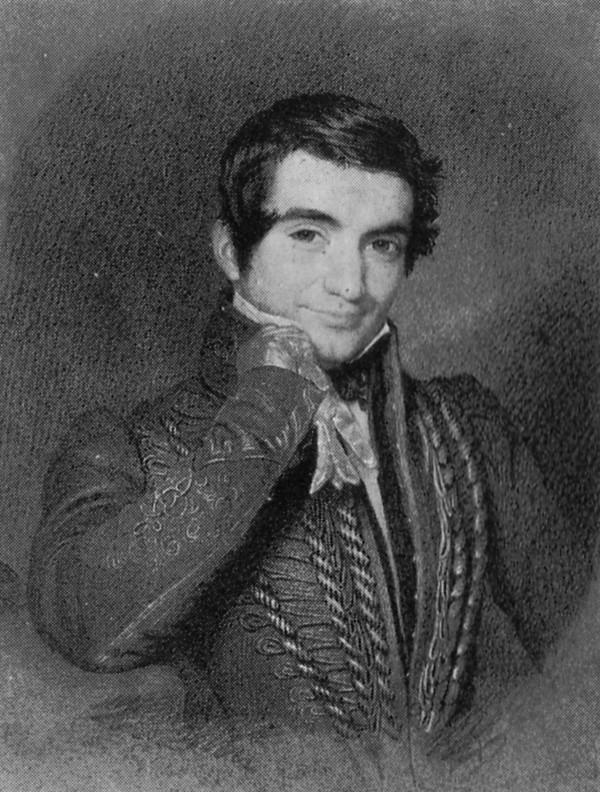
Cesare Pugni, um 1845

### Entstehung
Ondine wurde für die bedeutende romantische Ballerina Fanny Cerrito kreiert, die bereits 1840–41 in London aufgetreten war und nach einem erfolgreichen Aufenthalt in ihrer Heimat Italien 1843 nach England zurückkehrte. Das Ballett war ursprünglich ein Zweiakter, der – wie damals üblich – zwischen den Akten einer Oper aufgeführt wurde. Laut Letellier wirkte Fanny Cerrito auch an der Choreografie mit. In der Weltpremiere am 22. Juni 1843 am Her Majesty’s Theatre tanzten neben Cerrito als Ondine und (dem Choreografen) Jules Perrot als Matteo: „Mlle Guy-Stephan“, das ist Marie Guy-Stephan (1818–1873), als Giannina und Mme Copère als Hydrola. Pugnis Musik wurde als „einzigartig passend“ und „ziemlich anschaulich“ empfunden („singularly appropriate, quite descriptive“), und man fand, dass sie einen besonderen Charme zur Perfektion des Ballettes beitrage („and adds a charm to the perfection of the ballet“).

Die Ondine war ein Höhepunkt in Cerritos Karriere und eine ihrer Glanzrollen. Besonders berühmt war ihre Interpretation des sogenannten Pas de l'Ombre („Schattentanz“), wo sie mit ihrem eigenen Schatten tanzt:

„Der Pas de l’Ombre, in welchem sie wild mit ihrem Schatten tanzt und ihn zu fangen versucht, ist eine dieser Sachen, die niemand außer Cerrito tun kann. Die Idee ist charmant und wir bedauern nur, dass dieser Pas nicht etwas länger dauert.“

### Version von 1851
Nachdem Perrot 1849 als Premier Maître de Ballet (erster Ballettmeister) nach Russland gegangen war und auch Cesare Pugni offizieller Komponist des kaiserlichen Ballettes in Russland geworden war, überarbeiteten sie Ondine für Wiederaufführungen im Jahr 1851 mit der berühmten Carlotta Grisi. Dafür wurde das Ballett zu einem Dreiakter ausgebaut. Pugni revidierte seine Partitur und komponierte viele neue Nummern. Der ursprüngliche Titel Ondine wurde in La naïade et le pêcheur („Die Najade und der Fischer“) umgewandelt und auch die Handlung wurde geändert, besonders das Ende: Während Ondine im Original von 1843 ihre Liebe zugunsten von Matteos und Gianninas Glück opfert und wieder als Najade ins Meer zurückkehrt, folgt Matteo ihr in der Version von 1851 ins Meer und die beiden werden von der Königin der Najaden, Hydrola, gesegnet. Giannina dagegen bleibt allein vor dem Wasser zurück, das Matteo „verschlungen“ hat.
Die Premiere der neuen Version für Carlotta Grisi war am 30. Januarjul. / 11. Februar 1851greg. am kaiserlichen Bolschoi-Kamenny-Theater in Sankt Petersburg. Sie war ein so großer Erfolg, dass man zum Namenstag der Großherzogin Olga Nikolajewna, Tochter von Zar Nikolaus I., am 11. Julijul. / 23. Juli 1851greg. eine besonders zauberhafte Freilicht-Aufführung in nur einem Akt organisierte, die im Park von Schloss Peterhof auf einer Bühne am Wasser in der Nähe des Ozerky Pavillons stattfand (siehe Abb. oben).

### Marius Petipa und Ondine

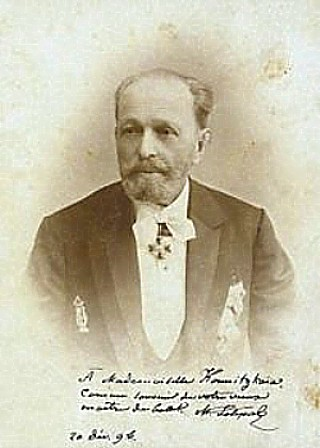
Marius Petipa, um 1892

Marius Petipa brachte das Ballett später in zwei Revisionen heraus:
- Bei seiner ersten Version, die am 27. Oktoberjul. / 8. November 1874greg. am Bolschoi-Kamenny-Theater uraufgeführt wurde, tanzten Eugenia Sokolova (Ondine), Pavel Gerdt (Matteo) und Alexandra Kemmerer (Giannina). Léon Minkus komponierte einige neue Einlagen.[1]
- Petipas zweite und letzte Version ging zum ersten Mal am 20. Septemberjul. / 2. Oktober 1892greg. im kaiserlichen Mariinski-Theater in Sankt Petersburg über die Bühne, mit Varvara Nikitina (Ondine), Pavel Gerdt (Matteo) und Petipas Tochter Marie Petipa (Giannina). Hierfür komponierte Riccardo Drigo neue Musiknummern.[1]

### Erhaltene Original-Choreografien
Die Choreografie von Perrot wurde in den 1860er Jahren von Henri Justamant aufgezeichnet. Von russischen Revisionen des Ballettes sind nur zwei Variationen für Tamara Karsavina und Elena Poliakova aus dem 2. Akt in Stepanov Notation erhalten; diese befinden sich in der Sergeyev Collection der Harvard University.

### 20. und 21. Jahrhundert
Pugnis Enkel Alexander Shiryaev wurde zweiter Ballettmeister der kaiserlichen russischen Theater und brachte am 7. Dezemberjul. / 20. Dezember 1903greg. eine Neufassung von La naïade et le pêcheur mit Anna Pawlowa als Ondine heraus. Das Ballett soll eines von Pawlowas Lieblingswerken gewesen sein, allerdings benutzte sie für einen „Ondine-Pas d’action“, den sie bei ihren Tourneen tanzte, weder Musik von Pugni, Minkus oder Drigo, sondern stattdessen Ausschnitte aus Alfredo Catalanis Oper Elda (1880).
Nach der russischen Revolution revidierte Shiryaev das Ballett nochmals 1921 für das Leningrader Choreographische Institut (heute: Waganowa-Akademie). 1931 wurde es zuletzt in Sankt Petersburg getanzt und verschwand danach von den russischen Bühnen.
1984 brachte Pyotr Gusev (ein Student von Shiraev) während einer Ballett-Gala im Kreml in Moskau zu Ehren seines 80. Geburtstages eine Suite aus La naïade et le pêcheur heraus, von der er behauptete, dass es sich dabei um Perrots Original-Choreographie handele.
Pierre Lacotte erarbeitete 2006 eine neue Choreografie für das Mariinski-Ballett, unter dem Titel Ondine. Die Premiere war am 16. März 2006. Lacottes Version folgte dem originalen Zweiakter von 1843, aber mit einigen Nummern aus der Sankt Petersburger Fassung von 1851 und mit einem Pas de deux, den Riccardo Drigo 1903 für Shiryaevs Produktion mit Anna Pawlowa komponierte.